# Épécamps
Épécamps (picardisch: Épécamp) ist eine nordfranzösische Gemeinde mit 7 Einwohnern (Stand 1. Januar 2022) im Département Somme in der Region Hauts-de-France. Die Gemeinde liegt im Arrondissement Amiens, in der Communauté de communes du Bernavillois und im Kanton Doullens.

## Geographie

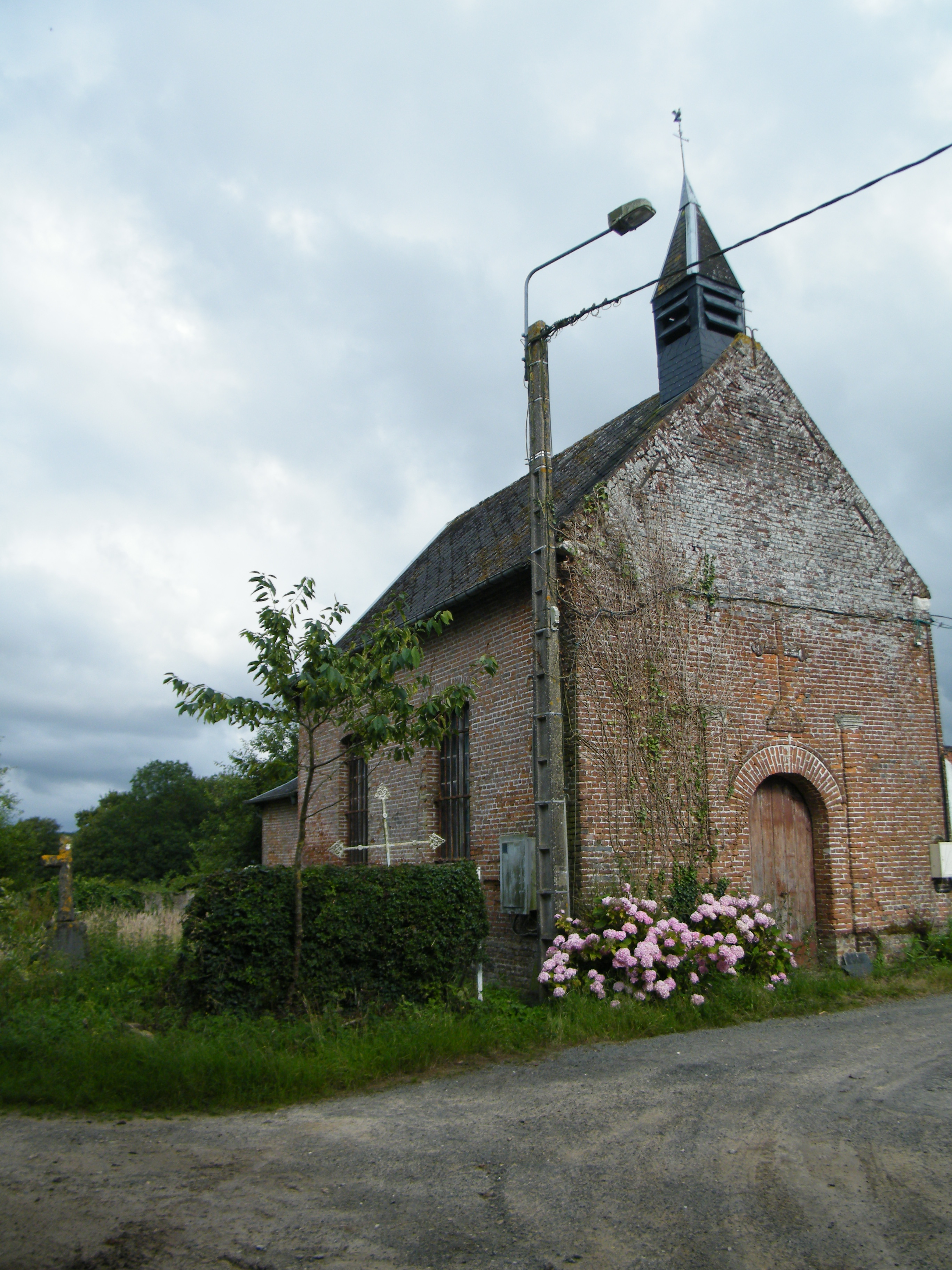
Kirche Notre-Dame-de-la-Nativité.

Die Gemeinde, die zu den kleinsten im Département zählt, liegt rund drei Kilometer südlich von Bernaville. Den Süden nimmt der Wald Bois d’Épécamps ein, der das Gemeindegebiet mit ausgeprägten Geländestufen abschließt.

## Toponymie und Geschichte
Der Name der Gemeinde wird von dem Begriff Spissus campus abgeleitet.
Seit 1137 bestand hier eine Priorei von Augustiner-Chorherren, die 1791 vom Staat eingezogen und als Nationaleigentum verkauft wurde; ihre letzten Überreste sind 1895 verschwunden.

## Einwohner
| 1962 | 1968 | 1975 | 1982 | 1990 | 1999 | 2006 | 2011 | 2018 |
| ---- | ---- | ---- | ---- | ---- | ---- | ---- | ---- | ---- |
| 7    | 10   | 13   | 12   | 12   | 11   | 8    | 5    | 5    |

## Sehenswürdigkeiten
- Kirche Notre-Dame-de-la-Nativité